# Ransomware

Mesaj WannaCry

Ransomware este un software rău intenționat care, după ce se instalează pe dispozitivul victimei (calculator, smartphone), criptează datele victimei ținându-le „ostatice” sau șantajează victima, pe care o amenință că îi va publica datele dacă aceasta nu plătește o „răscumpărare” (în engleză ransom). De cele mai multe ori, ransomware-ul păcălește victima, spunându-i că s-a găsit activitate ilegală pe dispozitiv și că trebuie să plătească o sumă de bani. În cele mai multe cazuri, când victima a plătit suma solicitată, victima nu a scăpat de ransomware. Ransomware-ul WannaCry infectează dispozitivele pe baza vulnerabilității pe care o prezintă SMBv1. Dacă calculatorul are activat SMBv2 sau SMBv3, Wanna Cry nu poate ataca.

## Exemple de ransomware

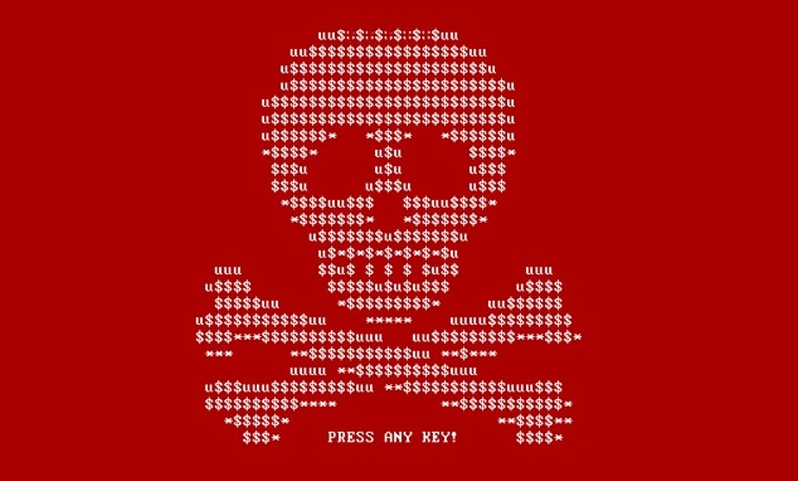
Simbol Petya

- Cactus
- 3AM
- Fog
- ScareCrow
- BlueSky
- Meow
- Putin Team
- Black Basta
- LockBit 3.0
- ALPHV (BlackCat)
- Wanna Cry
- Petya
- Bad Rabbit
- GoldenEye
- Dharma
- CERBER
- Locky
- CryptoLocker
- SamSam
- Fusob
- Reventon
- TeslaCrypt
- Shade
- CTB-Locker
- Lortok
- TorrentLocker
- Cryakl
- CryptoWall
- Svpeng
- Onion
- Pletor
- Small
- FBI MoneyPakSimbol Petya

## Vezi și
- Înșelăciune electronică